# حسن الشرقاوي
حسن الشرقاوي ، عالم بالفلسفة والتصوف الإسلامي .

## سيرته
تخرج في دار العلوم وأوفد في بعثة علمية إلى إنجلترا حيث حصل على الدكتوراه في الفلسفة من جامعة كمبردج .
نقل إلى جامعة الإسكندرية عند إنشائها ، تركزت خبرته وعلمه في كتاب " معجم مصطلحات الصوفية فجاء كتابًا جامعًا شاملاً لحركة التصوف في أسلوب علمي دقيق ناصع. كان عضوًا في المجلس الأعلى لرعاية الآداب والفنون والعلوم الاجتماعيَّة من 1977 حتَّى وفاته. كما كان خلال هذه الفترة نفسها أستاذًا غير متفرغ بجامعة الإسكندرية.

## وفاته
توفي عام 1999.

## صفحات ذات صلة
أبو العلا عفيفي